# Tokubetsu Kōtō Keisatsu
Tokubetsu Kōtō Keisatsu (特別高等警察), muitas vezes abreviado para Tokkō (特高, Tokkō) foi uma força policial fundada em 1911 no Japão, especificamente para investigar e controlar grupos políticos e ideologias consideradas como uma ameaça para a ordem pública. A sua função principal foi ser como contrapartida civil para a Kempeitai e a Tokkeitai dos militares, e pode ser considerado praticamente equivalente ao Federal Bureau of Investigation dos Estados Unidos em termos de combinação tanto das funções de investigações criminais e contra-espionagem. Tokkō também era conhecido como a "polícia da paz" (Chian Keisatsu), ou mais notoriamente pelo termo "polícia do pensamento" (Shiso Keisatsu). Takagi Takeo foi citado como dizendo: "Se você disser "Tokko", até mesmo uma criança chorando fica em silêncio."